# Ronde van Italië 2010/Zevende etappe
De zevende etappe van de Ronde van Italië 2010 werd op 15 mei 2010 verreden. Het was een heuvelachtige rit van 220 km van Carrara naar Montalcino. In deze rit werd er ook ± 20 kilometer op onverharde wegen gereden waarbij een gedeelte van het parcours van de wielerwedstrijd Monte Paschi Eroica werd gevolgd. Oorspronkelijk was het parcours 222 km lang. Door wegverzakkingen was het parcours iets omgelegd en werd de lengte met 2 km verkort naar 220 km.

## Verslag
De vluchters van de dag waren de Nederlander Rick Flens en de Deen Nicki Sørensen. Maar in tegenstelling tot de twee voorgaande etappes hielden ze niet stand. Na een maximale voorsprong van ongeveer 6 minuten werden ze op 40 km van de streep gegrepen. In de aanloop naar de Strade Bianche, de klim met onverharde ondergrond, was er een valpartij, waarbij leider Vincenzo Nibali, beste jongere Valerio Agnoli en Ivan Basso betrokken waren. Ze verloren veel tijd. Door de regen waren de onverharde wegen in slijk veranderd en was het nog moeilijker om naar boven te rijden. De Belg Jan Bakelants maakte vooraan indruk door lange tijd mee te gaan met de favorieten, maar op het laatst moest hij toch lossen. Het elitegroepje dat overbleef bestond uit David Arroyo, John Gadret, Stefano Garzelli, Marco Pinotti, Cadel Evans, Aleksandr Vinokoerov en Damiano Cunego. Deze laatste drie spurtten voor de zege. Evans begon van kop af, maar Vinokoerov en Cunego stierven in zijn wiel. Na de roze trui enkele dagen geleden was er nu de eerste ritzege voor Evans in de Ronde van Italië ooit.

## Uitslagen
| Uitslag etappe | Uitslag etappe       | Uitslag etappe | Uitslag etappe |
| rang           | renner               | land           | tijd           |
| -------------- | -------------------- | -------------- | -------------- |
| 1              | Cadel Evans          | AUS            | 5u13'36"       |
| 2              | Damiano Cunego       | ITA            | +0'02"         |
| 3              | Aleksandr Vinokoerov | KAZ            | z.t.           |
| 4              | Marco Pinotti        | ITA            | +0'06"         |
| 5              | David Arroyo         | ESP            | +0'12"         |
| 6              | Stefano Garzelli     | ITA            | +0'27"         |
| 7              | John Gadret          | FRA            | +0'29"         |
| 8              | Michele Scarponi     | ITA            | +1'01"         |
| 9              | Cayetano Sarmiento   | COL            | +1'07"         |
| 10             | Jan Bakelants        | BEL            | +1'10"         |

| Algemeen klassement | Algemeen klassement  | Algemeen klassement | Algemeen klassement     | Algemeen klassement |
| rang                | renner               | land                | ploeg                   | tijd                |
| ------------------- | -------------------- | ------------------- | ----------------------- | ------------------- |
|                     | Aleksandr Vinokoerov | KAZ                 | Astana                  | 24u09'42"           |
| 2                   | Cadel Evans          | AUS                 | BMC Racing Team         | +1'12"              |
| 3                   | David Millar         | GBR                 | Team Garmin-Transitions | +1'29"              |
| 4                   | Vladimir Karpets     | RUS                 | Team Katjoesja          | +1'30"              |
| 5                   | Vincenzo Nibali      | ITA                 | Liquigas-Doimo          | +1'33"              |
| 6                   | Marco Pinotti        | ITA                 | Team HTC-Columbia       | +1'40"              |
| 7                   | Linus Gerdemann      | GER                 | Team Milram             | +1'48"              |
| 8                   | Ivan Basso           | ITA                 | Liquigas-Doimo          | +1'51"              |
| 9                   | Thomas Rohregger     | AUT                 | Team Milram             | +1'54"              |
| 10                  | Richie Porte         | AUS                 | Team Saxo Bank          | +2'00"              |

## Nevenklassementen
| Puntenklassement | Puntenklassement | Puntenklassement | Puntenklassement        | Puntenklassement |
| rang             | renner           | land             | ploeg                   | punten           |
| ---------------- | ---------------- | ---------------- | ----------------------- | ---------------- |
|                  | Tyler Farrar     | USA              | Team Garmin-Transitions | 43               |
| 2                | Cadel Evans      | AUS              | BMC Racing Team         | 41               |
| 3                | Graeme Brown     | AUS              | Rabobank                | 40               |

| Bergklassement | Bergklassement     | Bergklassement | Bergklassement                   | Bergklassement |
| rang           | renner             | land           | ploeg                            | punten         |
| -------------- | ------------------ | -------------- | -------------------------------- | -------------- |
|                | Matthew Lloyd      | AUS            | Omega Pharma-Lotto               | 13             |
| 2              | Paul Voss          | GER            | Team Milram                      | 10             |
| 3              | Rubens Bertogliati | SUI            | Diquigiovanni-Androni Giocattoli | 8              |

| Jongerenklassement | Jongerenklassement | Jongerenklassement | Jongerenklassement | Jongerenklassement |
| rang               | renner             | land               | ploeg              | tijd               |
| ------------------ | ------------------ | ------------------ | ------------------ | ------------------ |
|                    | Richie Porte       | AUS                | Team Saxo Bank     | 24u11'42"          |
| 2                  | Valerio Agnoli     | ITA                | Liquigas-Doimo     | +1'38"             |
| 3                  | Robert Kiserlovski | CRO                | Liquigas-Doimo     | +2'05"             |

| Ploegenklassement | Ploegenklassement | Ploegenklassement | Ploegenklassement | Ploegenklassement |
| rang              | ploeg             | land              | tijd              |                   |
| ----------------- | ----------------- | ----------------- | ----------------- | ----------------- |
|                   | Team Saxo Bank    | DEN               | 71u21'35"         |                   |
| 2                 | Liquigas-Doimo    | ITA               | +0'32"            |                   |
| 3                 | Astana            | KAZ               | +4'33"            |                   |

## Opgaves
- Eros Capecchi (Footon-Servetto)
- Marzio Bruseghin (Caisse d'Epargne)

1e etappe ·
2e etappe ·
3e etappe ·
4e etappe ·
5e etappe ·
6e etappe ·
7e etappe ·
8e etappe ·
9e etappe ·
10e etappe ·
11e etappe ·
12e etappe ·
13e etappe ·
14e etappe ·
15e etappe ·
16e etappe ·
17e etappe ·
18e etappe ·
19e etappe ·
20e etappe ·
21e etappe
Startlijst · Eindstanden · Afbeeldingen